# Leo Losert
Leo Losert (ur. 31 października 1902 w Ried im Innkreis, zm. 22 października 1982) – austriacki wioślarz, brązowy medalista olimpijski.  
Wystąpił na igrzyskach olimpijskich w Amsterdamie w 1928, gdzie zdobył brązowy medal w dwójce podwójnej. Wspólnie z nim płynął Viktor Flessl. Była to jedyna konkurencja, w której wystartował.
W tej samej konkurencji trzykrotnie wygrywał mistrzostwa Niemiec (1923, 1926, 1927) i dwukrotnie był wicemistrzem (1925, 1928). Reprezentował austriacki klub RV Wiking Linz. Cztery z pięciu medali zdobył wraz z Viktorem Flesslem.
Ojciec Dietera Loserta, również wioślarza i olimpijczyka.